# NameExoWorlds
NameExoWorlds (nom anglais signifiant littéralement « Nommez des exo-mondes ») est une campagne de l'Union astronomique internationale (UAI) dont le but est d'attribuer un nom à des exoplanètes ainsi qu'à leurs étoiles hôtes. Ces noms peuvent être utilisés officiellement pour désigner les objets concernés en alternative aux désignations (catalogue) mais ne les remplacent pas : les deux systèmes sont tous les deux officiels et ont même valeur légitime.
La campagne en cours de 2022 est la troisième après celles de 2015 et de 2019.

## Conventions de nommage
Les noms proposés doivent respecter les conventions et restrictions (Naming Rules and Restrictions) adoptées, pour les objets du Système solaire, par l'Union astronomique internationale (UAI) et le Centre des planètes mineures (MPC). En particulier, les noms proposés doivent :
- être longs, au plus, de seize caractères ;
- être formés, de préférence, d'un mot unique ;
- être prononçables, dans autant de langues que possible ;
- n'être offensants dans aucune langue ou culture ;
- ne pas être trop proches du nom existant d'un autre objet astronomique.

De plus :
- les noms d'animaux de compagnie sont à bannir ;
- les noms de nature purement ou principalement commerciale ne sont pas autorisés ;
- les noms de personnes, lieux ou événements principalement connus pour leur activité politique, militaire ou religieuse ne sont pas acceptés ;
- les noms de personnes vivantes ne sont pas permis.

## 1reédition(2015)

### Procédure
NameExoWorlds est une consultation publique initiée par l'Union astronomique internationale (UAI) et organisée conjointement par celle-ci et le projet de science citoyenne Zooniverse. Cette procédure débuta en juillet 2014, s'acheva en août 2015 par l'annonce des noms choisis lors d'une cérémonie publique qui eut lieu dans le cadre de la 29e assemblée générale de l'Union astronomique internationale tenue à Honolulu (Hawaï, États-Unis).

### Choix des systèmes
Les 305 exoplanètes ont été sélectionnées par le groupe de travail « Exoplanètes pour le public », présidé par Alain Lecavelier des Étangs et composé de cinq autres membres : Andrew Collier Cameron, Christopher John Lintott (en), Eric E. Mamajek, Geoffrey W. Marcy et Didier Queloz.
Il s'agit d'exoplanètes découvertes avant le 31 décembre 2008 et dont l'existence est quasi-certaine. Le choix de cette date est d'avoir eu suffisamment de temps pour collecter des données permettant de confirmer ou non leur existence. Ces planètes se trouvent dans 260 systèmes planétaires hébergeant d'une à cinq planètes.

### Liste des objets concernés et résultat de la procédure
Cette liste regroupe les 260 systèmes dont au moins une planète a été découverte avant le 31 décembre 2008. Une période de cinq ans depuis la découvertes a été considéré comme un critère satisfaisant pour considérer une planète comme confirmée. Ces planètes ont été découvertes par différentes méthodes, parmi lesquelles les vitesses radiales, les transits, les microlentilles et l'imagerie directe. Ces 260 systèmes rassemblent 305 planètes.
Parmi les étoiles des systèmes à baptiser, cinq ont déjà un nom traditionnel : Fomalhaut (α Piscis Austrini), Pollux (β Geminorum), Errai (γ Cephei), Edasich (ι Draconis) et Ain (ε Tauri). Elles ne font donc pas partie des objets à baptiser.

#### Première série d'objets à nommer: le «Top 20»

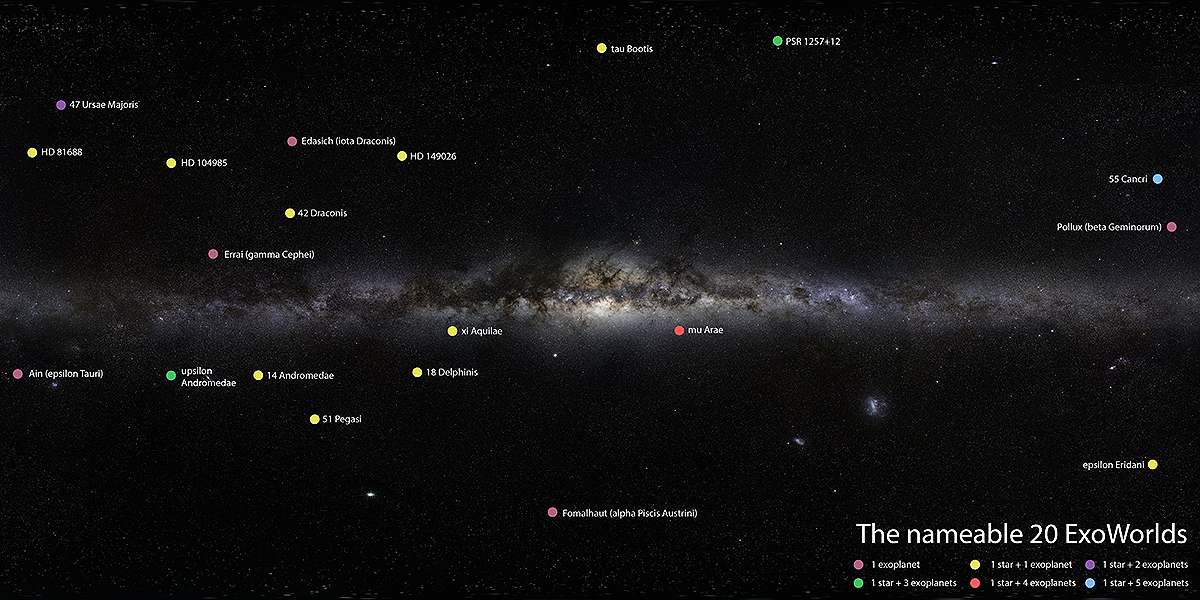
Localisation des systèmes du « top 20 ».

Ce « top 20 » est constitué de vingt systèmes dont la procédure de nommage des membres est en cours. Cinq des étoiles ayant déjà un nom vulgaire, seules quinze étoiles sont à nommer. Les 32 planètes qui accompagnent ces vingt étoiles sont pour leur part toutes à baptiser. La répartition en est la suivantes :
- 5 systèmes avec une planète à nommer
- 10 systèmes avec une étoile et une planète à nommer
- 1 système avec une étoile et deux planètes à nommer
- 2 systèmes avec une étoile et trois planètes à nommer
- 1 système avec une étoile et quatre planètes à nommer
- 1 système avec une étoile et cinq planètes à nommer.

La liste des noms proposés sont annoncés le mardi 11 août lors d'une session spéciale de la 29e assemblée générale de l'Union astronomique internationale. Le public est alors invité à voter pour choisir les noms. Les résultats finaux sont annoncés en décembre 2015.
| Désignation de l'étoile | Nom de l'étoile       | Citation de nommage | Commentaires                                                                             | Désignation de la planète | Nom de la planète      | 0Citation de nommage0 | 0Commentaires | Origine de la proposition                                                                             |
| ----------------------- | --------------------- | --- | ---------------------------------------------------------------------------------------- | ------------------------- | ---------------------- | --- | --- | --- |
| Iota Draconis           | Edasich               | Déjà nommée | L'étoile ayant déjà un nom « populaire » ne fait pas partie des objets à baptiser.       | Iota Draconis b           | Hypatie (Hypatia)      | Hypatie astronome, mathématicienne et philosophe grecque. Elle dirigea l'école néoplatonicienne d'Alexandrie au début du Ve siècle. Elle s'est fait tuer par une foule chrétienne en 415. | — | Hypatia, association d'étudiants, faculté de physique de l'université Complutense de Madrid (Espagne) |
| Gamma Cephei A          | Errai                 | Déjà nommée | L'étoile ayant déjà un nom « populaire » ne fait pas partie des objets à baptiser.       | Gamma Cephei Ab           | Tadmor                 | Ancien nom sémitique et nom arabe moderne de la ville de Palmyre, inscrite au patrimoine mondial de l'UNESCO. | — | Association syrienne d'astronomie (Syrie)                                                             |
| Alpha Piscis Austrini   | Fomalhaut             | Déjà nommée | L'étoile ayant déjà un nom « populaire » ne fait pas partie des objets à baptiser.       | Alpha Piscis Austrini b   | Dagon                  | Dagon est une divinité sémitique, souvent représentée mi-homme, mi-poisson. | — | St. Cloud State University Planetarium (États-Unis)                                                   |
| Beta Geminorum          | Pollux                | Déjà nommée | L'étoile ayant déjà un nom « populaire » ne fait pas partie des objets à baptiser.       | Beta Geminorum b          | Thestias               | Thestias est le patronyme de Léda et de sa sœur Althée, les filles de Thestios. Léda est une déesse grecque, mère des jumeaux Castor et Pollux, d'Hélène et de Clytemnestre. | Le nom proposé à l'origine, « Léda », est déjà attribué à un astéroïde et à un satellite de Jupiter. Le nom « Althée » est aussi donné à un astéroïde. | TheSkyNet (Australie)                                                                                 |
| HD 104985               | Tonatiuh              | Tonatiuh est le dieu aztèque du Soleil. | —                                                                                        | HD 104985 b               | Meztli                 | Metztli est la déesse aztèque de la Lune. | — | Sociedad Astronomica Urania (Mexique)                                                                 |
| Epsilon Eridani         | Ran                   | Ran est la déesse nordique des mers, qui soulève les vagues et capture les marins dans ses filets. | —                                                                                        | Epsilon Eridani b         | AEgir                  | Ægir est l'époux de Ran, personnification divine de l'océan. Ils font partie des « jötnar », qui règnent dans l'Univers extérieur. Ils ont ensemble neuf filles. | Noter la différence typographique entre « AEgir » et « Ægir », la translittération du norvégien. Le même nom, écrit « Ægir », est déjà attribué à un satellite de Saturne, découvert en 2004. | Élèves de 8th grade du collège de Mountainside (États-Unis)                                           |
| 14 Andromedae           | Veritate              | Du latin veritas, « vérité » dont la forme ablative signifie « là où se trouve la vérité ». | Le nom d'abord proposé, « Veritas », est déjà porté par un astéroïde du système solaire. | 14 Andromedae b           | Spe                    | Du latin spes, « espoir » dont la forme ablative signifie « là où se trouve l'espoir ». | — | Société royale d'astronomie du Canada, Thunder Bay Centre (Canada)                                    |
| 42 Draconis             | Fafnir                | Fáfnir est un nain de la mythologie nordique qui devient un dragon. | —                                                                                        | 42 Draconis b             | Orbitar                | « Orbitar » est un néologisme qui rend hommage aux lancements spatiaux et aux opérations orbitales de la NASA. | — | Brevard Astronomical Society (États-Unis)                                                             |
| 51 Pegasi               | Helvetios             | Helvetios est le nom latin pour Helvètes, la tribu celte qui vivait sur une partie du territoire actuel de la Suisse dans l'Antiquité. | —                                                                                        | 51 Pegasi b               | Dimidium               | Dimidium signifie « demi » en latin, faisant référence à la masse de la planète, au moins égale à la moitié de celle de Jupiter. | Planète surnommée Bellérophon. 1re planète découverte par la méthode des vitesses radiales. 1re planète découverte grâce à ÉLODIE. | Astronomische Gesellschaft Luzern (Suisse)                                                            |
| 18 Delphini             | Musica                | Musica est le mot latin pour « musique ». | —                                                                                        | 18 Delphini b             | Arion                  | Arion est un génie de la poésie et de la musique de la Grèce antique. Selon la légende, sa vie fut sauvée en mer par des dauphins après qu'ils les a attirés en jouant de sa cithare. | — | Tokushima Prefectural Jonan High School Science Club (Japon)                                          |
| Epsilon Tauri           | Ain                   | Déjà nommée | L'étoile ayant déjà un nom « populaire » ne fait pas partie des objets à baptiser.       | Epsilon Tauri b           | Amateru                | « Amateru » est une appellation courante au Japon pour les sanctuaires consacrés à Amaterasu, la déesse shinto du Soleil, née de l’œil gauche du dieu Izanagi. | Le nom proposé à l'origine, Amaterasu, est déjà utilisé pour un astéroïde. | Kamagari Astronomical Observatory (Japon)                                                             |
| HD 149026               | Ogme (Ogma)           | Ogme est une divinité de l'éloquence et de l'écriture, dotée d'une grande force physique dans les mythologies celtiques de l'Irlande et de l'Écosse. Elle peut être reliée à la divinité gallo-romaine Ogmios.                                                                 | Le nom « Ogmios » est déjà attribué à un astéroïde.                                      | HD 149026 b               | Smertrios              | Smertrios est une divinité celtique de la guerre. | — | Club d'Astronomie de Toussaint (France)                                                               |
| HD 81688                | Intercrus             | Intercrus signifie « entre les jambes » en latin, et fait référence à la position de l'étoile dans la Grande Ourse. | —                                                                                        | HD 81688 b                | Arcas (Arkas)          | Arcas est le fils de Zeus et de Callisto (la Grande Ourse) dans la mythologie grecque. | — | Okayama Astro Club (Japon)                                                                            |
| Désignation de l'étoile | Nom de l'étoile       | Citation de nommage | Commentaires                                                                             | Désignation de la planète | Nom de la planète      | Citation de nommage | Commentaires | Origine de la proposition                                                                             |
| Xi Aquilae              | Libertas              | Libertas est le mot latin pour « liberté », en référence aux libertés civiles. C'est pour rappeler qu'il y a toujours des gens privés de liberté dans le monde. La constellation de l'Aigle représente un aigle, symbole populaire de la liberté.                              | —                                                                                        | XI Aquilae b              | Fortitudo              | Fortitudo est le mot latin pour « fortitude », qui désigne la force morale face à l'adversité, comme incarnée par l'aigle éponyme de la constellation de l'Aigle. | — | Libertyer, association d'étudiants à l'université Hōsei (Japon)                                       |
| Mu Arae                 | Cervantes (Cervantès) | Miguel de Cervantes Saavedra (1547-1616) : écrivain espagnol auteur de Don Quichotte. | —                                                                                        | Mu Arae b                 | Quichotte (Quijote)    | Personnage principal de Don Quichotte. | — | Planétarium de Pampelune (Espagne)                                                                    |
| Mu Arae                 | Cervantes (Cervantès) | Miguel de Cervantes Saavedra (1547-1616) : écrivain espagnol auteur de Don Quichotte. | —                                                                                        | Mu Arae c                 | Dulcinée (Dulcinea)    | Personnage dont Don Quichotte est amoureux. | — | Planétarium de Pampelune (Espagne)                                                                    |
| Mu Arae                 | Cervantes (Cervantès) | Miguel de Cervantes Saavedra (1547-1616) : écrivain espagnol auteur de Don Quichotte. | —                                                                                        | Mu Arae d                 | Rossinante (Rocinante) | Cheval de Don Quichotte dans Don Quichotte. | — | Planétarium de Pampelune (Espagne)                                                                    |
| Mu Arae                 | Cervantes (Cervantès) | Miguel de Cervantes Saavedra (1547-1616) : écrivain espagnol auteur de Don Quichotte. | —                                                                                        | Mu Arae e                 | Sancho                 | Écuyer de Don Quichotte dans Don Quichotte. | — | Planétarium de Pampelune (Espagne)                                                                    |
| Tau Bootis              | Aucun nom approuvé    | — | Étoile retirée                                                                           | Tau Bootis b              | Aucun nom approuvé     | — | Planète retirée | — |
| PSR B1257+12            | Liche (Lich)          | La liche est une créature morte-vivante de la mythologie nordique, connue pour contrôler les autres morts-vivants par la magie. | —                                                                                        | PSR B1257+12 b            | Draugr                 | Un draugr est une créature morte-vivante de la mythologie nordique. | — | Planetarium Südtirol Alto Adige (Italie)                                                              |
| PSR B1257+12            | Liche (Lich)          | La liche est une créature morte-vivante de la mythologie nordique, connue pour contrôler les autres morts-vivants par la magie. | —                                                                                        | PSR B1257+12 c            | Poltergeist            | Un poltergeist est un être surnaturel qui provoque des anomalies physiques (d'un mot allemand pour « esprit bruyant »). | — | Planetarium Südtirol Alto Adige (Italie)                                                              |
| PSR B1257+12            | Liche (Lich)          | La liche est une créature morte-vivante de la mythologie nordique, connue pour contrôler les autres morts-vivants par la magie. |                                                                                          | PSR B1257+12 d            | Phobétor (Phobetor)    | Phobétor est une divinité mythologique grecque des cauchemars, fils de Nyx, déesse de la Nuit. | — | Planetarium Südtirol Alto Adige (Italie)                                                              |
| Upsilon Andromedae      | Titawin               | Titawin (aussi connue comme la médina de Tétouan) est une ville du nord du Maroc et un site du patrimoine mondial de l'UNESCO. Il s'agit historiquement d'un important lieu de rencontre entre deux civilisations (espagnole et arabe) et deux continents (Europe et Afrique). | —                                                                                        | Upsilon Andromedae b      | Saffar                 | Saffar : Ibn al-Saffar enseignait l'arithmétique, la géométrie et l'astronomie au XIe siècle à Cordoue en Andalousie (Espagne moderne), il est l'auteur d'un traité sur l'utilisation de l'astrolabe.                                                                                                  | — | Club d'astronomie Véga (Maroc)                                                                        |
| Upsilon Andromedae      | Titawin               | Titawin (aussi connue comme la médina de Tétouan) est une ville du nord du Maroc et un site du patrimoine mondial de l'UNESCO. Il s'agit historiquement d'un important lieu de rencontre entre deux civilisations (espagnole et arabe) et deux continents (Europe et Afrique). | —                                                                                        | Upsilon Andromedae d      | Majriti                | Majriti : Maslama al-Mayriti, mathématicien, astronome et enseignant de l'Andalousie des Xe siècle et XIe siècle. | — | Club d'astronomie Véga (Maroc)                                                                        |
| Upsilon Andromedae      | Titawin               | Titawin (aussi connue comme la médina de Tétouan) est une ville du nord du Maroc et un site du patrimoine mondial de l'UNESCO. Il s'agit historiquement d'un important lieu de rencontre entre deux civilisations (espagnole et arabe) et deux continents (Europe et Afrique). | —                                                                                        | Upsilon Andromedae c      | Samh                   | Samh : Ibn al-Samh, astronome et mathématicien de l'école de Majriti à Cordoue (Andalousie) au XIe siècle. | — | Club d'astronomie Véga (Maroc)                                                                        |
| 55 Cancri               | Copernic (Copernicus) | Nicolas Copernic (Mikolaj Kopernik ou Nicolaus Copernicus, 1473-1543), astronome polonais : il proposa le modèle héliocentrique du système solaire dans son livre De revolutionibus orbium coelestium.                                                                         | —                                                                                        | 55 Cancri c               | Brahe                  | Tycho Brahe (1546-1601) noble danois et astronome : il fit des observations astronomiques précises des étoiles et des planètes. Ses notes furent décisives pour la formulation des trois lois du mouvement planétaire par Kepler.                                                                      | • L'orthographe originale « Lippershey » a été corrigée en « Lipperhey » le 15 janvier 2016. L'orthographe « Lippershey » (avec un « s ») provient d'une erreur typographique datant de 1831. • Remarque : le mot « télescope » inclut les lunettes (« télescopes réfracteurs ») en anglais, contrairement au français qui limite l'emploi de ce terme aux télescopes réflecteurs. | Association royale néerlandaise de météorologie et d'astronomie (Pays-Bas)                            |
| 55 Cancri               | Copernic (Copernicus) | Nicolas Copernic (Mikolaj Kopernik ou Nicolaus Copernicus, 1473-1543), astronome polonais : il proposa le modèle héliocentrique du système solaire dans son livre De revolutionibus orbium coelestium.                                                                         | —                                                                                        | 55 Cancri d               | Lipperhey              | Hans Lippershey (1570-1619) lunetier et "lens grinder" germano-néerlandais : on lui attribue l'invention du télescope réfracteur (lunette astronomique)* en 1608. | • L'orthographe originale « Lippershey » a été corrigée en « Lipperhey » le 15 janvier 2016. L'orthographe « Lippershey » (avec un « s ») provient d'une erreur typographique datant de 1831. • Remarque : le mot « télescope » inclut les lunettes (« télescopes réfracteurs ») en anglais, contrairement au français qui limite l'emploi de ce terme aux télescopes réflecteurs. | Association royale néerlandaise de météorologie et d'astronomie (Pays-Bas)                            |
| 55 Cancri               | Copernic (Copernicus) | Nicolas Copernic (Mikolaj Kopernik ou Nicolaus Copernicus, 1473-1543), astronome polonais : il proposa le modèle héliocentrique du système solaire dans son livre De revolutionibus orbium coelestium.                                                                         | —                                                                                        | 55 Cancri e               | Janssen                | Jacharias Janssen (années 1580-années 1630) lunetier néerlandais : il lui est attribuée l'invention du microscope et, de façon plus controversée, l'invention du télescope*. | • L'orthographe originale « Lippershey » a été corrigée en « Lipperhey » le 15 janvier 2016. L'orthographe « Lippershey » (avec un « s ») provient d'une erreur typographique datant de 1831. • Remarque : le mot « télescope » inclut les lunettes (« télescopes réfracteurs ») en anglais, contrairement au français qui limite l'emploi de ce terme aux télescopes réflecteurs. | Association royale néerlandaise de météorologie et d'astronomie (Pays-Bas)                            |
| 55 Cancri               | Copernic (Copernicus) | Nicolas Copernic (Mikolaj Kopernik ou Nicolaus Copernicus, 1473-1543), astronome polonais : il proposa le modèle héliocentrique du système solaire dans son livre De revolutionibus orbium coelestium.                                                                         | —                                                                                        | 55 Cancri f               | Harriot                | Thomas Harriot (v. 1560-1621) astronome, mathématicien, ethnographe et traducteur anglais : il lui est attribué le premier dessin de la Lune d'après des observations au télescope*. | • L'orthographe originale « Lippershey » a été corrigée en « Lipperhey » le 15 janvier 2016. L'orthographe « Lippershey » (avec un « s ») provient d'une erreur typographique datant de 1831. • Remarque : le mot « télescope » inclut les lunettes (« télescopes réfracteurs ») en anglais, contrairement au français qui limite l'emploi de ce terme aux télescopes réflecteurs. | Association royale néerlandaise de météorologie et d'astronomie (Pays-Bas)                            |
| 55 Cancri               | Copernic (Copernicus) | Nicolas Copernic (Mikolaj Kopernik ou Nicolaus Copernicus, 1473-1543), astronome polonais : il proposa le modèle héliocentrique du système solaire dans son livre De revolutionibus orbium coelestium.                                                                         | —                                                                                        | 55 Cancri b               | Galilée (Galileo)      | Galilée (Galileo Galilei, 1564-1642) astronome et physicien italien : souvent nommé le « père de l'astronomie d'observation » et le « père de la physique moderne ». Avec un télescope*, il découvrit les quatre plus grands satellites de Jupiter et fit la première observation des phases de Vénus. | • L'orthographe originale « Lippershey » a été corrigée en « Lipperhey » le 15 janvier 2016. L'orthographe « Lippershey » (avec un « s ») provient d'une erreur typographique datant de 1831. • Remarque : le mot « télescope » inclut les lunettes (« télescopes réfracteurs ») en anglais, contrairement au français qui limite l'emploi de ce terme aux télescopes réflecteurs. | Association royale néerlandaise de météorologie et d'astronomie (Pays-Bas)                            |
| 47 Ursae Majoris        | Chalawan              | Chalawan est un roi crocodile mythologique d'un conte thaïlandais. | —                                                                                        | 47 Ursae Majoris b        | Taphao Thong           | Taphao Thong est l'une des deux sœurs dans le conte thaïlandais de Chalawan. | — | The Thai Astronomical Society (Thaïlande)                                                             |
| 47 Ursae Majoris        | Chalawan              | Chalawan est un roi crocodile mythologique d'un conte thaïlandais. | —                                                                                        | 47 Ursae Majoris c        | Taphao Kaew            | Taphao Kaew est l'une des deux sœurs dans le conte thaïlandais de Chalawan. | — | The Thai Astronomical Society (Thaïlande)                                                             |
| Désignation de l'étoile | Nom de l'étoile       | Citation de nommage | Commentaires                                                                             | Désignation de la planète | Nom de la planète      | Citation de nommage | Commentaires | Origine de la proposition                                                                             |

#### Liste des noms attribués dans la campagne
Ce sont 260 systèmes qui ont été sélectionnées pour la campagne de nommage.
| Nom « catalogue » de l'étoile         | Nom « populaire » de l'étoile | Nom « catalogue » de la planète           | Nom « populaire » de la planète | Commentaires |
| ------------------------------------- | ----------------------------- | ----------------------------------------- | ------------------------------- | --- |
| Alpha Piscis Austrini                 | Fomalhaut                     | Alpha Piscis Austrini b                   |                                 | |
| Beta Geminorum                        | Pollux                        | Beta Geminorum b                          |                                 | |
| Beta Pictoris                         |                               | Beta Pictoris b                           |                                 | |
| Gamma Cephei A                        | Errai                         | Gamma Cephei Ab                           |                                 | |
| Epsilon Eridani                       |                               | Epsilon Eridani b                         |                                 | |
| Epsilon Reticuli                      |                               | Epsilon Reticuli b                        |                                 | |
| Epsilon Tauri                         | Ain                           | Epsilon Tauri b                           |                                 | |
| Iota Draconis                         | Edasich                       | Iota Draconis b                           |                                 | |
| Iota Horologii                        |                               | Iota Horologii b                          |                                 | |
| Kappa Coronae Borealis                |                               | Kappa Coronae Borealis b                  |                                 | |
| Mu Arae                               |                               | Mu Arae b                                 |                                 | |
| Mu Arae                               | Mu Arae c                     |                                           |                                 | |
| Mu Arae                               | Mu Arae d                     |                                           |                                 | |
| Mu Arae                               | Mu Arae e                     |                                           |                                 | |
| Tau Bootis                            |                               | Tau Bootis b                              |                                 | |
| Tau1 Gruis                            |                               | Tau1 Gruis b                              |                                 | |
| Upsilon Andromedae                    |                               | Upsilon Andromedae b                      |                                 | |
| Upsilon Andromedae                    | Upsilon Andromedae d          |                                           |                                 | |
| Upsilon Andromedae                    | Upsilon Andromedae c          |                                           |                                 | |
| Xi Aquilae                            |                               | Xi Aquilae b                              |                                 | |
| 4 Ursae Majoris                       |                               | 4 Ursae Majoris b                         |                                 | |
| 6 Lyncis                              |                               | 6 Lyncis b                                |                                 | |
| 14 Andromedae                         |                               | 14 Andromedae b                           |                                 | |
| 14 Herculis                           |                               | 14 Herculis b                             |                                 | |
| 16 Cygni B                            |                               | 16 Cygni Bb                               |                                 | |
| 18 Delphini                           |                               | 18 Delphini b                             |                                 | |
| 42 Draconis                           |                               | 42 Draconis b                             |                                 | |
| 47 Ursae Majoris                      |                               | 47 Ursae Majoris b                        |                                 | |
| 47 Ursae Majoris                      | 47 Ursae Majoris c            |                                           |                                 | |
| 51 Pegasi                             |                               | 51 Pegasi b                               |                                 | Planète surnommée Bellérophon, 1re planète découverte par la méthode des vitesses radiales, 1re planète découverte grâce à ÉLODIE |
| 55 Cancri                             |                               | 55 Cancri c                               |                                 | |
| 55 Cancri                             | 55 Cancri d                   |                                           |                                 | |
| 55 Cancri                             | 55 Cancri e                   |                                           |                                 | |
| 55 Cancri                             | 55 Cancri f                   |                                           |                                 | |
| 55 Cancri                             | 55 Cancri b                   |                                           |                                 | |
| 70 Virginis                           |                               | 70 Virginis b                             |                                 | |
| 81 Ceti                               |                               | 81 Ceti b                                 |                                 | |
| BD–10 3166                            |                               | BD–10 3166 b                              |                                 | |
| BD–17 63                              |                               | BD–17 63 b                                |                                 | |
| CoRoT-1                               |                               | CoRoT-1 b                                 |                                 | 1re planète découverte grâce à CoRoT                                                                                              |
| CoRoT-2                               |                               | CoRoT-2 b                                 |                                 | |
| CoRoT-4                               |                               | CoRoT-4 b                                 |                                 | |
| GJ 86 A                               |                               | GJ 86 Ab                                  |                                 | 1re planète découverte grâce à CORALIE.                                                                                           |
| GJ 176                                |                               | GJ 176 b                                  |                                 | |
| GJ 436                                |                               | GJ 436 b                                  |                                 | |
| GJ 674                                |                               | GJ 674 b                                  |                                 | |
| GJ 832                                |                               | GJ 832 b                                  |                                 | |
| HAT-P-1                               |                               | HAT-P-1 b                                 |                                 | 1re planète découverte par le HATNet                                                                                              |
| HAT-P-2                               |                               | HAT-P-2 b                                 |                                 | |
| HAT-P-3                               |                               | HAT-P-3 b                                 |                                 | |
| HAT-P-4                               |                               | HAT-P-4 b                                 |                                 | |
| HAT-P-5                               |                               | HAT-P-5 b                                 |                                 | |
| HAT-P-6                               |                               | HAT-P-6 b                                 |                                 | |
| HAT-P-7                               |                               | HAT-P-7 b                                 |                                 | |
| HAT-P-8                               |                               | HAT-P-8 b                                 |                                 | |
| HAT-P-9                               |                               | HAT-P-9 b                                 |                                 | |
| HD 142                                |                               | HD 142 b                                  |                                 | |
| HD 1237                               |                               | HD 1237 b                                 |                                 | |
| HD 2039                               |                               | HD 2039 b                                 |                                 | |
| HD 2638                               |                               | HD 2638 b                                 |                                 | |
| HD 3651                               |                               | HD 3651 b                                 |                                 | |
| HD 4113 A                             |                               | HD 4113 Ab                                |                                 | |
| HD 4203                               |                               | HD 4203 b                                 |                                 | |
| HD 4208                               |                               | HD 4208 b                                 |                                 | |
| HD 4308                               |                               | HD 4308 b                                 |                                 | |
| HD 5319                               |                               | HD 5319 b                                 |                                 | |
| HD 6434                               |                               | HD 6434 b                                 |                                 | |
| HD 7924                               |                               | HD 7924 b                                 |                                 | |
| HD 8574                               |                               | HD 8574 b                                 |                                 | |
| HD 10647                              |                               | HD 10647 b                                |                                 | |
| HD 10697                              |                               | HD 10697 b                                |                                 | |
| HD 11506                              |                               | HD 11506 b                                |                                 | |
| HD 11977                              |                               | HD 11977 b                                |                                 | |
| HD 13189                              |                               | HD 13189 b                                |                                 | |
| HD 16141                              |                               | HD 16141 b                                |                                 | |
| HD 17092                              |                               | HD 17092 b                                |                                 | |
| HD 17156                              |                               | HD 17156 b                                |                                 | |
| HD 19994                              |                               | HD 19994 b                                |                                 | |
| HD 20782                              |                               | HD 20782 b                                |                                 | |
| HD 23079                              |                               | HD 23079 b                                |                                 | |
| HD 23596                              |                               | HD 23596 b                                |                                 | |
| HD 24040                              |                               | HD 24040 b                                |                                 | |
| HD 27894                              |                               | HD 27894 b                                |                                 | |
| HD 28185                              |                               | HD 28185 b                                |                                 | |
| HD 30177                              |                               | HD 30177 b                                |                                 | |
| HD 33283                              |                               | HD 33283 b                                |                                 | |
| HD 33564                              |                               | HD 33564 b                                |                                 | |
| HD 37605                              |                               | HD 37605 b                                |                                 | |
| HD 38529                              |                               | HD 38529 b                                |                                 | |
| HD 39091                              |                               | HD 39091 b                                |                                 | |
| HD 40979                              |                               | HD 40979 b                                |                                 | |
| HD 41004 A                            |                               | HD 41004 Ab                               |                                 | |
| HD 43691                              |                               | HD 43691 b                                |                                 | |
| HD 45350                              |                               | HD 45350 b                                |                                 | |
| HD 45652                              |                               | HD 45652 b                                |                                 | |
| HD 46375                              |                               | HD 46375 b                                |                                 | |
| HD 47536                              |                               | HD 47536 b                                |                                 | |
| HD 48265                              |                               | HD 48265 b                                |                                 | |
| HD 49674                              |                               | HD 49674 b                                |                                 | |
| HD 50499                              |                               | HD 50499 b                                |                                 | |
| HD 50554                              |                               | HD 50554 b                                |                                 | |
| HD 52265                              |                               | HD 52265 b                                |                                 | |
| HD 63454                              |                               | HD 63454 b                                |                                 | |
| HD 65216                              |                               | HD 65216 b                                |                                 | |
| HD 66428                              |                               | HD 66428 b                                |                                 | |
| HD 68988                              |                               | HD 68988 b                                |                                 | |
| HD 70573                              |                               | HD 70573 b                                |                                 | |
| HD 70642                              |                               | HD 70642 b                                |                                 | |
| HD 72659                              |                               | HD 72659 b                                |                                 | |
| HD 73256                              |                               | HD 73256 b                                |                                 | |
| HD 73267                              |                               | HD 73267 b                                |                                 | |
| HD 73534                              |                               | HD 73534 b                                |                                 | |
| HD 75289                              |                               | HD 75289 b                                |                                 | |
| HD 75898                              |                               | HD 75898 b                                |                                 | |
| HD 76700                              |                               | HD 76700 b                                |                                 | |
| HD 80606                              |                               | HD 80606 b                                |                                 | |
| HD 81040                              |                               | HD 81040 b                                |                                 | |
| HD 81688                              |                               | HD 81688 b                                |                                 | |
| HD 83443                              |                               | HD 83443 b                                |                                 | |
| HD 86081                              |                               | HD 86081 b                                |                                 | |
| HD 88133                              |                               | HD 88133 b                                |                                 | |
| HD 89307                              |                               | HD 89307 b                                |                                 | |
| HD 89744                              |                               | HD 89744 b                                |                                 | |
| HD 92788                              |                               | HD 92788 b                                |                                 | |
| HD 93083                              |                               | HD 93083 b                                |                                 | |
| HD 99109                              |                               | HD 99109 b                                |                                 | |
| HD 99492                              |                               | HD 99492 b                                |                                 | |
| HD 100777                             |                               | HD 100777 b                               |                                 | |
| HD 101930                             |                               | HD 101930 b                               |                                 | |
| HD 102117                             |                               | HD 102117 b                               |                                 | |
| HD 102195                             |                               | HD 102195 b                               |                                 | |
| HD 102272                             |                               | HD 102272 b                               |                                 | |
| HD 104985                             |                               | HD 104985 b                               |                                 | |
| HD 106252                             |                               | HD 106252 b                               |                                 | |
| HD 107148                             |                               | HD 107148 b                               |                                 | |
| HD 108147                             |                               | HD 108147 b                               |                                 | |
| HD 109749                             |                               | HD 109749 b                               |                                 | |
| HD 111232                             |                               | HD 111232 b                               |                                 | |
| HD 114386                             |                               | HD 114386 b                               |                                 | |
| HD 114729                             |                               | HD 114729 b                               |                                 | |
| HD 114762                             |                               | HD 114762 b                               |                                 | |
| HD 114783                             |                               | HD 114783 b                               |                                 | |
| HD 117207                             |                               | HD 117207 b                               |                                 | |
| HD 117618                             |                               | HD 117618 b                               |                                 | |
| HD 118203                             |                               | HD 118203 b                               |                                 | |
| HD 121504                             |                               | HD 121504 b                               |                                 | |
| HD 125612                             |                               | HD 125612 b                               |                                 | |
| HD 130322                             |                               | HD 130322 b                               |                                 | |
| HD 132406                             |                               | HD 132406 b                               |                                 | |
| HD 134987                             |                               | HD 134987 b                               |                                 | |
| HD 136118                             |                               | HD 136118 b                               |                                 | |
| HD 139357                             |                               | HD 139357 b                               |                                 | |
| HD 139357                             |                               | HD 139357 b                               |                                 | |
| HD 141937                             |                               | HD 141937 b                               |                                 | |
| HD 142022 A                           |                               | HD 142022 Ab                              |                                 | |
| HD 142415                             |                               | HD 142415 b                               |                                 | |
| HD 143361                             |                               | HD 143361 b                               |                                 | |
| HD 145377                             |                               | HD 145377 b                               |                                 | |
| HD 147513                             |                               | HD 147513 b                               |                                 | |
| HD 149026                             | Ogma                          | HD 149026 b                               | Smertrios                       | Noms puisés dans la mythologie gauloise et proposés par le club d'astronomie de Toussaint, en Normandie                           |
| HD 149143                             |                               | HD 149143 b                               |                                 | |
| HD 153950                             |                               | HD 153950 b                               |                                 | |
| HD 154345                             |                               | HD 154345 b                               |                                 | |
| HD 154672                             |                               | HD 154672 b                               |                                 | |
| HD 154857                             |                               | HD 154857 b                               |                                 | |
| HD 156846                             |                               | HD 156846 b                               |                                 | |
| HD 159868                             |                               | HD 159868 b                               |                                 | |
| HD 164922                             |                               | HD 164922 b                               |                                 | |
| HD 167042                             |                               | HD 167042 b                               |                                 | |
| HD 168443                             |                               | HD 168443 b                               |                                 | |
| HD 168746                             |                               | HD 168746 b                               |                                 | |
| HD 170469                             |                               | HD 170469 b                               |                                 | |
| HD 171028                             |                               | HD 171028 b                               |                                 | |
| HD 173416                             |                               | HD 173416 b                               |                                 | |
| HD 175541                             |                               | HD 175541 b                               |                                 | |
| HD 177830                             |                               | HD 177830 b                               |                                 | |
| HD 178911 B                           |                               | HD 178911 Bb                              |                                 | |
| HD 179079                             |                               | HD 179079 b                               |                                 | |
| HD 179949                             |                               | HD 179949 b                               |                                 | |
| HD 185269                             |                               | HD 185269 b                               |                                 | |
| HD 187085                             |                               | HD 187085 b                               |                                 | |
| HD 188015                             |                               | HD 188015 b                               |                                 | |
| HD 189733                             |                               | HD 189733 b                               |                                 | |
| HD 190647                             |                               | HD 190647 b                               |                                 | |
| HD 192263                             |                               | HD 192263 b                               |                                 | |
| HD 192699                             |                               | HD 192699 b                               |                                 | |
| HD 195019                             |                               | HD 195019 b                               |                                 | |
| HD 196050                             |                               | HD 196050 b                               |                                 | |
| HD 196885 A                           |                               | HD 196885 Ab                              |                                 | |
| HD 202206                             |                               | HD 202206 b                               |                                 | |
| HD 205739                             |                               | HD 205739 b                               |                                 | |
| HD 208487                             |                               | HD 208487 b                               |                                 | |
| HD 209458                             |                               | HD 209458 b                               |                                 | Planète surnommée Osiris |
| HD 210277                             |                               | HD 210277 b                               |                                 | |
| HD 210702                             |                               | HD 210702 b                               |                                 | |
| HD 212301                             |                               | HD 212301 b                               |                                 | |
| HD 213240                             |                               | HD 213240 b                               |                                 | |
| HD 216437                             |                               | HD 216437 b                               |                                 | |
| HD 216770                             |                               | HD 216770 b                               |                                 | |
| HD 219828                             |                               | HD 219828 b                               |                                 | |
| HD 221287                             |                               | HD 221287 b                               |                                 | |
| HD 222582                             |                               | HD 222582 b                               |                                 | |
| HD 224693                             |                               | HD 224693 b                               |                                 | |
| HD 231701                             |                               | HD 231701 b                               |                                 | |
| HD 330075                             |                               | HD 330075 b                               |                                 | 1re planète découverte grâce au HARPS                                                                                             |
| MOA 2007-BLG-192-L                    |                               | MOA 2007-BLG-192-L b                      |                                 | |
| MOA 2007-BLG-400-L                    |                               | MOA 2007-BLG-400-L b                      |                                 | |
| NGC 2423 3                            |                               | NGC 2423 3 b                              |                                 | |
| OGLE-05-017L                          |                               | OGLE-05-017L b                            |                                 | |
| OGLE-05-169L                          |                               | OGLE-05-169L b                            |                                 | |
| OGLE-05-390L                          |                               | OGLE-05-390L b                            |                                 | |
| OGLE 2003-BLG-235L (MOA 2003-BLG-53L) |                               | OGLE 2003-BLG-235L b (MOA 2003-BLG-53L b) |                                 | 1re planète découverte par microlentille gravitationnelle, 1re planète découverte par le MOA                                      |
| OGLE-TR-10                            |                               | OGLE-TR-10 b                              |                                 | |
| OGLE-TR-56                            |                               | OGLE-TR-56 b                              |                                 | 1re planète découverte par la méthode des transits                                                                                |
| OGLE-TR-111                           |                               | OGLE-TR-111 b                             |                                 | |
| OGLE-TR-113                           |                               | OGLE-TR-113 b                             |                                 | |
| OGLE-TR-132                           |                               | OGLE-TR-132 b                             |                                 | |
| OGLE-TR-182                           |                               | OGLE-TR-182 b                             |                                 | |
| OGLE-TR-211                           |                               | OGLE-TR-211 b                             |                                 | |
| OGLE-TR-L9                            |                               | OGLE-TR-L9 b                              |                                 | |
| TrES-1                                |                               | TrES-1 b                                  |                                 | 1re planète découverte par le TrES                                                                                                |
| TrES-2                                |                               | TrES-2 b                                  |                                 | |
| TrES-3                                |                               | TrES-3 b                                  |                                 | |
| TrES-4                                |                               | TrES-4 b                                  |                                 | |
| V391 Pegasi                           |                               | V391 Pegasi b                             |                                 | 1re planète découverte par variable star timing[Quoi ?]                                                                           |
| WASP-1                                |                               | WASP-1 b                                  |                                 | 1re planète découverte par SuperWASP                                                                                              |
| WASP-2                                |                               | WASP-2 b                                  |                                 | |
| WASP-3                                |                               | WASP-3 b                                  |                                 | |
| WASP-4                                |                               | WASP-4 b                                  |                                 | |
| WASP-5                                |                               | WASP-5 b                                  |                                 | |
| WASP-7                                |                               | WASP-7 b                                  |                                 | |
| XO-1                                  |                               | XO-1 b                                    |                                 | 1re planète découverte grâce au télescope XO (en)                                                                                 |
| XO-2 N                                |                               | XO-2 N b                                  |                                 | |
| XO-3                                  |                               | XO-3 b                                    |                                 | |
| PSR B1257+12                          |                               | PSR B1257+12 d                            |                                 | |
| PSR B1257+12                          | PSR B1257+12 b                |                                           |                                 | |
| PSR B1257+12                          | PSR B1257+12 c                |                                           |                                 | |

## 2eédition(2019)
La deuxième édition de NameExoWorlds se tient dans le cadre de la célébration du centenaire de l'Union astronomique internationale. Pour cette édition, un système constitué d'une étoile et d'une planète est attribué à chaque pays participant. Le système attribué à chaque pays est tel qu'il est observable avec un petit télescope (magnitude entre 6 et 12) à la latitude de la capitale du pays considéré. Par ailleurs, chaque système a un lien (auteurs de la découverte, observatoire de découverte...) avec le pays auquel il a été attribué.

### Liste des systèmes
N.-B. : Les noms de pays utilisés sont ceux utilisés par l'Union astronomique internationale.
Les liens sur les désignations pointent vers l'article sur le corps céleste (étoile ou planète). Les liens sur les noms propres pointent vers l'éponyme correspondant.
| Pays                          | Désignation de l'étoile | Nom de l'étoile       | Désignation de la planète | Nom de la planète     | Thème |
| ----------------------------- | ----------------------- | --------------------- | ------------------------- | --------------------- | --- |
| Afrique du Sud                | WASP-62                 | Naledi                | WASP-62 b                 | Krotoa                | - Naledi est un prénom féminin qui signifie « étoile » en sotho du Sud, en tswana et en sotho du Nord - Krotoa est une femme khoï qui vécut au XVIIe siècle |
| Albanie                       | HD 82886                | Illyrien (Illyrian)   | HD 82886 b                | Arber                 | - Les Illyriens sont les ancêtres des Albanais - Les Albanais étaient appelés Arber au Moyen Âge                                                            |
| Algérie                       | HD 28678                | Hoggar                | HD 28678 b                | Tassili               | - Le Hoggar et le Tassili n'Ajjer sont des massifs montagneux du Sahara algérien                                                                            |
| Allemagne                     | HD 32518                | Mago                  | HD 32518 b                | Neri                  | - La rivière Neri coule dans le Parc national de Mago en Éthiopie.                                                                                          |
| Andorre                       | HD 131496               | Arcalís               | HD 131496 b               | Madriu                | - Le pic d'Arcalís et la vallée du Madriu dans laquelle coule la rivière du même nom.                                                                       |
| Argentine                     | HD 48265                | Nosaxa                | HD 48265 b                | Naqaỹa                | - Nosaxa et naqaỹa signifient « printemps » et « frère » en moqoit.                                                                                         |
| Aruba                         | WASP-39                 | Malmok                | WASP-39 b                 | Bocaprins             | - Noms de plages notables d'Aruba. |
| Australie                     | HD 38283                | Bubup                 | HD 38283 b                | Yanyan                | - Bubup et yanyan signifient « enfant » et « garçon » en boonwurrung.                                                                                       |
| Autriche                      | HAT-P-14                | Franz                 | HAT-P-14 b                | Sissi                 | - Franz et Sissi sont des personnages du film autrichien Sissi de 1955.                                                                                     |
| Azerbaïdjan                   | HD 152581               | Mahsati               | HD 152581 b               | Gandja (Ganja)        | - Mahsati est une poétesse du XIIe siècle née à Gandja. |
| Bangladesh                    | HD 148427               | Timir                 | HD 148427 b               | Tondra                | - Timir et tondra signifient « obscurité » et « sieste » en bengali.                                                                                        |
| Belgique                      | HD 49674                | Nervia                | HD 49674 b                | Eburonia              | - Les Nerviens et les Éburons étaient deux importantes tribus belges                                                                                        |
| Bhoutan                       | HD 73534                | Gakyid                | HD 73534 b                | Drukyul               | - Gakyid et Drukyul (nom local du Bhoutan) signifient « bonheur » et « terre du dragon » en dzongkha                                                        |
| Birmanie                      | HD 100777               | Ayeyarwady            | HD 100777 b               | Bagan                 | - Le fleuve Ayeyarwady coule à Bagan, ancienne capitale birmane                                                                                             |
| Bolivie                       | HD 63765                | Tapecue               | HD 63765 b                | Yvaga                 | - Tapecue, la Voie lactée, mène à Yvaga, le paradis de la mythologie guaranie                                                                               |
| Bosnie-Herzégovine            | HD 206610               | Bosona                | HD 206610 b               | Naron                 | - Anciens noms des rivières Bosna et Neretva |
| Brésil                        | HD 23079                | Tupi                  | HD 23079 b                | Guarani               | - Les Tupi et les Guaranis sont des peuples indigènes du Brésil                                                                                             |
| Brunei                        | HD 179949               | Gumala                | HD 179949 b               | Mastika               | Noms de gemmes et de pierres en malais. |
| Bulgarie                      | WASP-21                 | Tangra                | WASP-21 b                 | Bendida               | |
| Burkina Faso                  | HD 30856                | Mouhoun               | HD 30856 b                | Nakanbé               | Noms de rivières locales. |
| Cambodge                      | HD 216770               |                       | HD 216770 b               |                       | |
| Canada                        | HD 136418               | Nikawiy               | HD 136418 b               | Awasis                | Noms de membres de la famille en cri. |
| Cap-Vert                      | HD 180902               |                       | HD 180902 b               |                       | |
| Chili                         | HD 164604               | Pincoya               | HD 164604 b               | Caleuche              | Noms associés à la mer dans la mythologie du sud du Chili.                                                                                                  |
| République populaire de Chine | HD 173416               | Xihe                  | HD 173416 b               | Wangshu               | |
| République de Chine           | HD 100655               | Formose (Formosa)     | HD 100655 b               | Sazum                 | |
| Hong Kong                     | HD 212771               |                       | HD 212771 b               |                       | |
| Chypre                        | HD 168746               | Alasia                | HD 168746 b               | Onasilos              | |
| Colombie                      | HD 93083                | Macondo               | HD 93083 b                | Melquíades            | |
| Îles Cook                     | HD 221287               | Poerava               | HD 221287 b               | Pipitea               | |
| Corée du Sud                  | HD 100655               |                       | HD 100655 b               | Sazum                 | |
| Costa Rica                    | WASP-17                 | Dìwö                  | WASP-17 b                 | Ditsö̀                 | |
| Côte d'Ivoire                 | WASP-15                 | Nyamien               | WASP-15 b                 | Asye                  | |
| Croatie                       | HD 75898                | Stribor               | HD 75898 b                | Vélès (Veles)         | |
| Cuba                          | BD−17 63                | Felixvarela           | BD−17 63 b                | Finlay                | |
| Danemark                      | HAT-P-29                | Muspelheim            | HAT-P-29 b                | Surt                  | |
| République dominicaine        | WASP-6                  | Márohu                | WASP-6 b                  | Boinayel              | |
| Émirats arabes unis           | HIP 79431               | Charjah (Sharjah )    | HIP 79431 b               | Barajeel              | |
| Équateur                      | HD 6434                 | Nenque                | HD 6434 b                 | Eyeke                 | |
| Espagne                       | HD 149143               | Rosaliadecastro       | HD 149143 b               | Riosar                | |
| Estonie                       | XO-4                    | Koit                  | XO-4 b                    | Hämarik               | |
| États-Unis                    | HD 17156                | Nushagak              | HD 17156 b                | Mulchatna             | |
| Éthiopie                      | HD 16175                | Buna                  | HD 16175 b                | Abol                  | |
| Finlande                      | HAT-P-38                | Horna                 | HAT-P-38 b                | Hiisi                 | |
| France                        | HD 8574                 | Bélénos               | HD 8574 b                 | Bélisama              | |
| Gabon                         | HD 208487               | Itonda                | HD 208487 b               | Mintome               | |
| Ghana                         | HD 181720               | Sika                  | HD 181720 b               | Toge                  | |
| Grèce                         | HAT-P-42                | Lerne (Lerna)         | HAT-P-42 b                | Iolaos (Iolaus)       | |
| Guatemala                     | WASP-22                 | Tojil                 | WASP-22 b                 | Koyopa'               | |
| Haïti                         | HD 1502                 | Citadelle             | HD 1502 b                 | Indépendance          | |
| Honduras                      | HD 98219                | Hunahpú               | HD 98219 b                | Ixbalanqué            | |
| Hongrie                       | HAT-P-2                 | Hunor                 | HAT-P-2 b                 | Magor (en)            | |
| Inde                          | HD 86081                | Bibhā                 | HD 86081 b                | Santamasa             | |
| Indonésie                     | HD 117618               | Dofida                | HD 117618 b               | Noifasui              | |
| Irak                          | HD 231701               | Uruk                  | HD 231701 b               | Babylonie (Babylonia) | |
| Iran                          | HD 175541               | Kaveh                 | HD 175541 b               | Kavian                | |
| Irlande                       | HAT-P-36                | Tuiren                | HAT-P-36 b                | Bran (en)             | |
| Islande                       | HD 109246               | Funi                  | HD 109246 b               | Fold                  | |
| Israël                        | HAT-P-9                 | Tevel                 | HAT-P-9 b                 | Alef                  | |
| Italie                        | HD 102195               | Flegetonte            | HD 102195 b               | Lete                  | |
| Japon                         | HD 145457               | Kamui                 | HD 145457 b               | Chura                 | |
| Jordanie                      | WASP-80                 | Pétra (Petra)         | WASP-80 b                 | Wadirum               | |
| Kenya                         | HD 83443                | Kalausi               | HD 83443 b                | Buru                  | |
| Lettonie                      | HD 118203               | Liesma                | HD 118203 b               | Staburags (lv)        | |
| Liban                         | HD 192263               | Phénicie (Phoenicia)  | HD 192263 b               | Beyrouth (Beirut)     | |
| Liechtenstein                 | TrES-3                  | Pipoltr               | TrES-3 b                  | Umbäässa              | |
| Luxembourg                    | HD 45350                | Lucilinburhuc         | HD 45350 b                | Peitruss              | |
| Madagascar                    | HD 153950               | Rapeto                | HD 153950 b               | Trimobe               | |
| Malaisie                      | HD 20868                | Intan                 | HD 20868 b                | Baiduri               | |
| Malte                         | HAT-P-34                | Sansuna               | HAT-P-34 b                | Ġgantija              | |
| Maroc                         | WASP-161                | Tislit                | WASP-161 b                | Isli                  | |
| Maurice                       | WASP-72                 | Diya                  | WASP-72 b                 | Cuptor                | |
| Mexique                       | HD 224693               | Axólotl               | HD 224693 b               | Xólotl                | |
| Mozambique                    | HD 224693               | Emiw                  | HD 224693 b               | Hairu                 | |
| Népal                         | HD 100777               | Sagarmatha            | HD 100777 b               | Laligurans            | |
| Nicaragua                     | HD 4208                 | Cocibolca             | HD 4208 b                 | Xolotlan              | |
| Nigeria                       | HD 43197                | Amadioha              | HD 43197 b                | Equiano               | |
| Norvège                       | HD 68988                | Násti                 | HD 68988 b                | Albmi                 | |
| Nouvelle-Zélande              | HD 137388               | Karaka (en)           | HD 137388 b               | Kererū                | |
| Pakistan                      | HD 99109                | Shama                 | HD 99109 b                | Perwana               | |
| Palestine                     | HAT-P-23                | Moriah                | HAT-P-23 b                | Jébus (Jebus)         | |
| Panama                        | WASP-79                 | Montuno               | WASP-79 b                 | Pollera               | |
| Paraguay                      | WASP-79                 | Tupã (en)             | WASP-79 b                 | Tumearandu (en)       | |
| Pays-Bas                      | HAT-P-6                 | Sterrennacht          | HAT-P-6 b                 | Nachtwacht            | |
| Pérou                         | HD 156411               | Inquill               | HD 156411 b               | Sumajmajta            | |
| Pologne                       | BD+14 4559              | Solaris               | BD+14 4559 b              | Pirx                  | |
| Portugal                      | HD 45652                | Lusitanie (Lusitânia) | HD 45652 b                | Viriate (Viriato)     | |
| Porto Rico                    | HIP 12961               | Koeia                 | HIP 12961 b               | Aumatex               | |
| Royaume-Uni                   | WASP-13                 | Gloas                 | WASP-13 b                 | Cruinlagh             | |
| Russie                        | HAT-P-3                 | Dombaï (Dombay)       | HAT-P-3 b                 | Téberda (Teberda)     | |
| Sénégal                       | HD 181342               | Belel                 | HD 181342 b               | Dopere                | |
| Serbie                        | WASP-60                 | Morava                | WASP-60 b                 | Vlasina               | |
| Slovaquie                     | HAT-P-5                 | Chasoň                | HAT-P-5 b                 | Kráľomoc              | |
| Slovénie                      | WASP-38                 | Irena                 | WASP-38 b                 | Iztok                 | |
| Suède                         | HD 102956               | Aniara                | HD 102956 b               | Isagel                | |
| Suisse                        | HD 130322               | Mönch                 | HD 130322 b               | Eiger                 | |
| Tanzanie                      | WASP-71                 | Mpingo                | WASP-71 b                 | Tanzanite             | |
| Tchéquie                      | XO-5                    | Absolutno             | XO-5 b                    | Makropulos            | |
| Thaïlande                     | WASP-50                 | Chaophraya            | WASP-50 b                 | Maeping               | |
| Togo                          | WASP-64                 | Atakoraka             | WASP-64 b                 | Agouto                | |
| Tunisie                       | HD 192699               | Chéchia (Chechia)     | HD 192699 b               | Khomsa                | |
| Turquie                       | WASP-52                 | Anadolu               | WASP-52 b                 | Göktürk               | |
| Uruguay                       | HD 63454                | Ceibo                 | HD 63454 b                | Ibirapitá             | |
| Zambie                        | HD 85390                | Natasha               | HD 85390 b                | Madalitso             | |

## 3eédition(2022)
Lors de la troisième édition de NameExoWorlds, qui se tient en 2022, 20 paires étoile-planète sont à nommer. Les systèmes concernés font partie des premières cibles d'exoplanètes du télescope spatial James-Webb (JWST). Les exoplanètes ont été découvertes grâce à différentes techniques, principalement via la méthode du transit et l'imagerie directe.

### Liste des systèmes
Les liens sur les désignations pointent vers l'article sur le corps céleste (étoile ou planète). Les liens sur les noms propres pointent vers l'éponyme correspondant.
| Désignation de l'étoile | Nom de l'étoile | Citation de nommage | Désignation de la planète | Nom de la planète | Citation de nommage | Thème | Langage                                       | Pays           |
| ----------------------- | --------------- | --- | ------------------------- | ----------------- | --- | --- | --------------------------------------------- | -------------- |
| GJ 1214                 | Orkaria         | Orkaria fait référence à l'ocre rouge couramment revêtu par les jeunes guerriers Maasaï lors des cérémonies culturelles et fait allusion à la couleur de GJ 1214 | GJ 1214 b                 | Enaiposha         | Utilisé pour la première fois par la communauté Maasaï pour désigner de grandes étendues d'eau telles que des lacs et des mers, Enaiposha est également une expression d'admiration devant la nature tumultueuse d'une grande quantité d'eau | Les termes décrivant les aspects du corps céleste de la langue de la communauté Maa, y compris les Maasai, Samburu, Ngasa et Ilchamus, originaires du Kenya et de la Tanzanie.                             | Maa                                           | Kenya          |
| GJ 3470                 | Kaewkosin       | Kaewkosin (แก้วโกสินทร์) fait référence aux cristaux de la divinité hindoue Indra en langue thaïlandaise, faisant allusion à l'ancienne croyance selon laquelle les étoiles étaient des pierres précieuses.                                                                                          | GJ 3470 b                 | Phailinsiam       | Phailinsiam (ไพลินสยาม) est le terme thaï pour le bleu "Saphir Siamois", faisant allusion à la détection de la diffusion de Rayleigh dans l'atmosphère de la planète - évocatrice d'un ciel bleu. | Termes associés aux pierres précieuses en thaï. | Thaï                                          | Thaïlande      |
| GJ 367                  | Añañuca         | Añañuca (Phycella cyrtanthoides) est le nom d'une fleur sauvage rouge qui pousse de la région de Coquimbo à la région de Maule, dont la couleur fait allusion à celle de l'étoile GJ 367. | GJ 367 b                  | Tahay             | Tahay (Calydorea xiphioides) est une petite fleur endémique du centre du Chili qui ne fleurit qu'entre 7 et 8 heures au cours de l'année. La période de floraison fait allusion à la durée d'une année pour l'exoplanète GJ 367 b, qui n'est que de 7,7 heures. | Noms de fleurs endémiques du Chili, dont les caractéristiques font allusion aux propriétés des objets célestes nommés.                                                                                     | Espagnol                                      | Chili          |
| GJ 436                  | Noquisi         | “Noquisi” (ᏃᏈᏏ, No-KweeSee) est le mot Cherokee pour "étoile". | GJ 436 b                  | Awohali           | “Awohali” (ᎠᏬᎭᎵ, AhWo-Ha-Lee) est l'un des mots Cherokee pour "aigle". Selon une légende Cherokee, un aigle s'est envolé vers le Soleil pour livrer une prière pour un guerrier. En livrant la prière au Soleil, le Soleil a embrassé la plume de la queue de l'aigle et lui a fait rendre la plume au guerrier comme symbole de la connexion entre son peuple et le Grand Esprit. La plume de la queue ensoleillée d'Awohali fait allusion au nuage cométaire d'atmosphère en évaporation détecté autour de l'exoplanète GJ 436 b.                           | La légende cherokee de la plume d'aigle et les termes cherokee associés aux objets célestes. | Cherokee                                      | États-Unis     |
| GJ 486                  | Gar             | « Gar » signifie flamme en basque. | GJ 486 b                  | Su                | « Su » signifie « feu » en langue basque, signifiant sa double nature de danger et de protection. | Termes associés au feu, à la chaleur et à la passion de la langue basque. Les noms originaux viennent du dicton populaire basque "su eta gar" (feu et flamme), qui signifie passion et enthousiasme.       | Basque                                        | Espagne        |
| HAT-P-12                | Komondor        | Le Komondor est une grande race hongroise blanche de chien de garde du bétail. | HAT-P-12 b                | Puli              | Le Puli est une race de chien de berger hongrois connue pour ses boucles hirsutes et sa fourrure typiquement noire | Races de chiens hongrois et mots hongrois associés aux chiens. | Hongrois                                      | Hongrie        |
| HAT-P-26                | Guahayona       | Guahayona était un héros mythologique Taïno qui était "celui qui brillait de sa propre lumière" et est identifié avec "l'étoile" Vénus du matin et du soir. | HAT-P-26 b                | Guataubá          | Guataubá était le messager des ouragans imminents, qui apportaient des nuages, des éclairs et du tonnerre. | Noms de divinités associées aux mythes de la création et aux tempêtes du peuple autochtone Taïno des Caraïbes.                                                                                             | Taïno                                         | Porto Rico     |
| HATS-72                 | Zembra          | Zembra (ةربمز) est une île du golfe de Tunis, connue pour sa faune et ses oiseaux marins. Elle fait partie du Parc national des îles de Zembra et Zembretta. | HATS-72 b                 | Zembretta         | Zembretta (اتربمز) est un îlot du golfe de Tunis. Elle fait partie du Parc national des îles de Zembra et Zembretta. | Lieux et espèces associés au Parc national des îles de Zembra et Zembretta. | Arabe                                         | Tunisie        |
| HD 95086                | Aiolos          | Éole (Αίολος) était le gardien mythologique grec des vents. Dans l'Odyssée d'Homère, Éole a utilisé une fiole en peau de bœuf pour capturer tous les vents à l'exception de celui de l'ouest, Zéphyr. Zéphyr a ensuite aidé le voilier d'Ulysse à naviguer sur les mers vers sa maison (Ithaque). | HD 95086 b                | Levantes          | Levantes (Λεβάντες) est un nom adopté en grec moderne pour les vents de l'est de la Méditerranée. Le nom apparaît dans le poème " To Axion Esti " du poète grec du XXe siècle Odysséas Elýtis. | Noms grecs liés aux vents, en particulier de l'Odyssée d'Homère et du poème "The Axion Esti" (1959) du poète grec Odysséas Elýtis (1911-1996 ; lauréat du prix Nobel de littérature 1979).                 | Grec                                          | Grèce          |
| HIP 65426               | Matza           | Matza fait référence à "une étoile dans le ciel" ou "quelqu'un qui brille à l'intérieur" dans la langue du peuple Zoque. | HIP 65426 b               | Najsakopajk       | Najsa Kopajk fait référence à la "Terre Mère" dans la langue du peuple Zoque. | Mots dans la langue du peuple indigène zoque du Mexique, relatifs à la vision cosmologique, à l'harmonie, au conflit, à l'équilibre et à la vie.                                                           | Zoque                                         | Mexique        |
| L 168-9                 | Danfeng         | Danfeng (丹凤) fait référence au phénix rouge, un oiseau sacré symbolisant la bonne fortune dans des anciennes légendes chinoises. | L 168-9 b                 | Qingluan          | Qingluan (青鸾) fait référence à un oiseau bleu sacré, une monture féerique de l'ancien livre chinois "Classique des montagnes et des mers", et également connu comme un messager de la voix de l'amour. | Oiseaux mythologiques de la Chine ancienne. | Chinois (simplifié)                           | Chine (Nankin) |
| LHS 3844                | Batsũ           | Batsũ signifie « colibri » en langue Bribri. Les Batsũ sont les messagers du créateur Sibö, héros culturel, créateur de la Terre et de l'Humanité. | LHS 3844 b                | Kua'kua           | Kua'kua signifie « papillon » en langue Bribri. Kua'kua symbolise traditionnellement les femmes de la terre. L'apparition de certaines espèces de Kua'kua est un signe indirect de l'arrivée de la saison des pluies dans la région. | Noms d'animaux culturellement significatifs dans la langue du peuple Bribri du Costa Rica | Bribri                                        | Costa Rica     |
| LTT 9779                | Uúba            | Uúba est le mot pour «étoiles», «graines» et «yeux» dans la langue U'wa (Tunebo) de la communauté indigène U'wa de Colombie. | LTT 9779 b                | Cuancoá           | Dans la langue U'wa (Tunebo) de la communauté indigène U'wa de Colombie, Cuancoá fait référence à l'étoile du matin qui se couche avant le lever du soleil. | Termes de la langue U'wa (Tunebo) de la communauté indigène U'wa de Colombie liés à leur vision du monde et du cosmos.                                                                                     | U'wa, également connue sous le nom de Tunebo. | Colombie       |
| WASP-121                | Dilmun          | Dilmun était le nom sumérien d'une ancienne civilisation de l'archipel de Bahreïn et de l'est de la péninsule arabique. | WASP-121 b                | Tylos             | Tylos (Τύλος) était l'ancien nom grec de l'île de Bahreïn | Noms d'anciennes civilisations ou de lieux associés à l'archipel de Bahreïn. | Sumérien et grec                              | Bahreïn        |
| WASP-166                | Filetdor        | "Filet d'Or" fait référence à un serpent de mer doré, protagoniste du conte majorquin (rondalla) "Na Filet d'Or". | WASP-166 b                | Catalineta        | Catalineta fait référence au nom d'une petite fille qui est l'héroïne de "Na Filet d'Or". | Personnages en dialecte catalan des contes folkloriques majorquins enregistrés dans "Aplec de Rondaies Mallorquines d'en Jordi d'es Racó" de l'écrivain majorquin Antoni Maria Alcover Sureda (1862-1932). | Catalan                                       | Espagne        |
| WASP-19                 | Wattle          | Wattle est un genre d'environ 1000 espèces d'arbustes et d'arbres. Le Golden Wattle (Acacia pycnantha), dont la couleur fait allusion à l'étoile de type G WASP19, est originaire d'Australie et est l'emblème floral officiel de l'Australie.                                                    | WASP-19 b                 | Banksia           | Banksia est un genre de fleurs sauvages australiennes et de plantes de jardin. Les peuples aborigènes et insulaires du détroit de Torres ainsi que les peuples autochtones d'Australie, ont utilisé de la Banksia pour la médecine, le filtrage de l'eau et comme source de nectar pour faire des boissons sucrées. Les fleurs rouges du Banksia écarlate (Banksia coccinea) et les cônes de fleurs de Banksia séchées sont utilisés comme tisons par les peuples autochtones et font allusion à la lueur de la chaude journée de la planète géante WASP-19b. | Noms de la flore indigène d'Australie d'importance culturelle, dont les caractéristiques font allusion aux propriétés des objets célestes.                                                                 | Anglais                                       | Australie      |
| WASP-43                 | Gnomon          | Le gnomon (γνώμων) est un instrument astronomique de base, comme un cadran solaire, dont la longueur et la direction de l'ombre peuvent indiquer l'heure ou déterminer la latitude. | WASP-43 b                 | Astrolábos        | Astrolábos (ἀστρολάβος) est le mot grec pour astrolabe, un ancien instrument astronomique capable de mesurer l'altitude, d'identifier des étoiles ou des planètes, de déterminer la latitude, etc. | Noms d'instruments astronomiques anciens, notamment pour la navigation. | Grec                                          | Roumanie       |
| WASP-63                 | Kosjenka        | Kosjenka est le protagoniste du conte de fées croate Regoč. | WASP-63 b                 | Regoč             | Regoč est le protagoniste géant du conte de fées croate Regoč. | Personnages du conte de fées croate Regoč de l'écrivain croate pour enfants, Ivana Brlić-Mažuranić | Croate                                        | Croatie        |
| WASP-69                 | Wouri           | Le Wouri est un fleuve important au Cameroun. Le navigateur portugais du XVe siècle, Fernão do Pó, a noté le grand nombre de crevettes dans la rivière et l'a appelée "Rio dos Camerões" [rivière des crevettes], d'où le nom de la nation Cameroun.                                              | WASP-69 b                 | Makombé           | La rivière Makombé est un affluent qui alimente le fleuve Wouri au Cameroun | Fleuves et leurs affluents au Cameroun qui se jettent dans le golfe de Guinée. | Douala                                        | Cameroun       |
| WD 0806-661 A           | Maru            | « Maru » (마루) est un mot coréen qui rappelle le ciel. | WD 0806-661 B             | Ahra              | "Ahra" (아라) est un mot coréen qui rappelle l'océan | Mots coréens rappelant le ciel, la mer et l'environnement. | Coréen                                        | Corée du Sud   |